# Roxx Gang
Roxx Gang war eine US-amerikanische Hair-Metal-Band.

## Geschichte
Roxx Gang wurde 1985 in Tampa, Florida vom Sänger Kevin Steele und dem Gitarristen Eric Carrol gegründet. Nach mehreren Besetzungswechseln erhielt die Band 1987 einen Plattenvertrag. 1988 veröffentlichten sie ihr Debütalbum Things You've Never Done Before. Es wurde von Beau Hill produziert, weltweit wurden 250.000 Exemplare verkauft. Nach internen Streitigkeiten und Problemen mit der Plattenfirma löste sich die Gruppe 1991 auf. Steele gründete später eine neue Version der Band, die mit deutlich geringerem Erfolg weitere Glam-Metal-Alben veröffentlichte. Gegen Ende der Neunziger begann die Band unter dem Namen „Mojo Gurus“ Bluesrock zu spielen, zunächst zusätzlich zu ihren Auftritten als „Roxx Gang“, später ausschließlich.

## Diskografie
- 1988: Things You've Never Done Before
- 1995: The Voodoo You Love
- 1997: Love'Em and Leave'Em
- 1998: Old, New, Borrowed, and Blue
- 2000: Drinkin' T.N.T. and Smoking' Dynamite
- 2001: Bodacious Ta Tas